# 拉拉查
拉拉查，是西班牙加利西亚自治区拉科鲁尼亚省的一个市镇。总面积126km², 总人口10596人（2001年），人口密度84人/km²。